# ミトコンドリアDNA枯渇症候群
ミトコンドリアDNA枯渇症候群（みとこんどりあでぃーえぬえーこかつしょうこうぐん、英：Mitochondrial DNA depletion syndrome、略称：MDSまたはMDDS）は、発症組織でミトコンドリアDNA（以後mtDNAと略記）の大幅な減少を引き起こす、常染色体で劣性遺伝する遺伝子疾患の総称である。症状としては、筋障害、肝障害、脳筋症がある。これらの症状は筋肉、肝臓、または筋肉と脳の両方の組織でそれぞれ発症する。この症候群は乳幼児期では通常致死的だが、ミオパシー性変異で10代まで生存した例が数件、SUCLA2の脳筋症変異で成人まで生存した例が数件ある。2012年時点でこの症候群のどの病型も有効な治療法が存在しないが、いくつかの前処置は症状を軽減した。

## 病型の分類
mtDNA枯渇症候群は共通の病理、すなわちミトコンドリアにおけるDNAの機能欠失を示す遺伝子疾患の集合である。一般的に以下の4つの病型に分類される。
- TK2（英語版）遺伝子の変異が関与する、主に筋肉で発症する病型。
- SUCLA2（英語版）、SUCLG1（英語版）、RRM2Bのいずれかの遺伝子の変異が関与する、主に脳で発症する病型。
- DGUOK（英語版）、MPV17（英語版）、POLG（英語版）、PEO1（英語版）（別名C10orf2）のいずれかの遺伝子の変異が関与する、主に脳と肝臓で発症する病型。
- ECGF1（英語版）（別名TYMP）の変異が関与する、主に脳と消化管で発症する病型。

## 徴候と症状
この症候群は非常に稀な病気である。新生児、乳児、幼児、成人において発症する可能性があり、幅広い症状を示す。症状は分類によって異なるが、個々の病型それぞれも多様な症状を示す。
TK2 遺伝子に変異がある病型では、乳児は一般的に正常に成長するが、2歳頃までに筋緊張低下（Hypotonia）と呼ばれる全身の筋力低下、疲労、持久力の欠失、摂食困難といった症状が現れ始める。一部の幼児では顔、口、喉の筋肉が自由に動かせなくなり始め、嚥下障害を示すこともある。習得した運動技能も失うことがあるが、一般に脳の機能と思考能力に影響はでない。
SUCLA2 またはSUCLG1 に変異のある病型では、主に脳と筋肉で発症し、一般的に生後6ヶ月になるまでに筋緊張低下を発症、筋肉が衰え始め、精神運動学習（歩行、会話のような基本的な技能や、随意運動、協調運動性を学習すること）に遅滞がみられる。脊椎側彎症や猫背のように脊椎が湾曲し始めることも多く、また幼児はしばしばジストニア、アテトーゼ、舞踏運動などの異常な運動、摂食困難、胃食道逆流症、難聴、発育不全、呼吸困難（頻発する肺感染症を招く）を発症する。てんかんを発症することもある。
RRM2B に変異のある病型では、主に脳と筋肉で発症し、生後1ヶ月以内に筋緊張低下を発症し、乳酸アシドーシス（代謝性アシドーシスの一種）の症状として吐き気、嘔吐、深く速い呼吸、成長障害（頭部の大きさの成長停止、運動の遅れまたは退化、難聴）などを示す。多くの体組織で発症する。
DGUOK に変異のある病型では、主に脳と肝臓で発症し、2つのタイプがある。早発性、つまり発症するのが早いタイプでは、生後1週間で多臓器不全による症状、特に乳酸アシドーシスと低血糖の症状がみられる。生後数週間以内に肝不全を発症、それに伴い黄疸と腹部膨張もみられる。また、成長の遅れや後退、眼の不随意運動といった多数の神経に関する問題が発生する。もう1つのタイプはこの稀な症候群の中でもさらに稀な分類であり、早発性のタイプよりも遅い乳幼児期に肝臓疾患に関する症状のみを発症する。
MPV17 に変異のある病型では、主に脳と肝臓で発症してDGUOK の病型と同様の症状を示し、生後すぐに発症するが、神経に関する問題はDGUOK に比べて軽症かつ少ない。ナバホ族の症例でNavajo neurohepatopathy（直訳：ナバホ族神経性肝障害）とこの症候群を併発したケースでは、無痛で骨折しやすくなり、手や足が変形し、角膜に異常が発生した。
POLG に変異のある病型では、主に脳と肝臓で発症し、症状は非常に多様で生後まもなくから高齢までいつでも発症することがある。この病気の最初の徴候は難治性のてんかん発作や発達における重要な段階の失敗を含み、普通は生後1ヶ月以上経過した乳児で発症するが、ときどき5歳まで遅れることもある。この病型の主な症状は発達遅延、進行性の知的障害、筋緊張低下、痙縮（四肢の硬直、頸髄損傷に進行することもある）、進行性の認知症である。てんかん発作の中には持続性部分てんかん、すなわちミオクロニー（筋肉）痙攣を繰り返すタイプが含まれる。視神経萎縮が起こることもあり、しばしば失明につながる。難聴になることもある。加えて、慢性の肝機能障害には肉体的な徴候がみられないこともあるが、多くの人々は肝障害になり肝不全へと進行する。
PEO1/C10orf2 に変異のある病型では主に脳と肝臓で発症し、誕生後から乳児期早期にかけて発症し、筋緊張低下、乳酸アシドーシスの症状、肝臓の肥大、摂食困難、成長阻害、精神運動機能の遅れがみられる。神経に関連する症状として、成長は遅延もしくは停止し、てんかんを発症し、眼の制御不能や難聴といった感覚障害が見られる。また、反射の欠失や筋肉の委縮に単収縮といった筋肉と神経に関する症状も見られる。
ECGF1/TYMP に変異のある病型では主に脳と消化管で発症し、0歳から50歳のいつでも発症する可能性があるが20歳までが最も多い。胃と小腸は自律的に伸長と収縮をすることで食物を移動させる機能（蠕動）があるが、この病型では一般的に蠕動機能の障害により体重が減少する。また、これにより少量の食事で満腹感を覚えるようになり、吐き気や酸の逆流がみられる。発症した患者の全てで体重が減少を続け、進行性の胃腸の運動障害による症状として満腹感を覚えるのが早くなり、吐き気、下痢、嘔吐、胃痛、腫脹がみられる。また、神経障害も進行し、脱力感や刺痛を伴う。しばしば眼の症状や知的障害もみられる。

## 病因
mtDNA枯渇症候群は両親から遺伝した、もしくは胎児の発育中に自然発生した遺伝子変異が原因である。
ミオパシー性の病型はTK2 遺伝子の様々な変異と強い相関があり、この遺伝子の変異がある患者ではTK2の活性が32%未満に低下していた。ミトコンドリアのデオキシリボヌクレオシド三リン酸（dNTP）を回収するサルベージ経路においてTK2は重要な役割をしているので、活性が低下するとヌクレオシドの循環が低下する。ヌクレオシドを再利用する機能の欠損は有害であり、ミトコンドリアは新しいデオキシヌクレオチドを合成できなくなり、ミトコンドリア内膜ではヌクレオチドの内部への移動による補充が阻害される。

### 遺伝子の概略
「病型の分類」節、「徴候と症状」節に記載した遺伝子について解説する。
SUCLA2はSCS-Aのβ-サブユニットをコードしている遺伝子である。酵素SCS-Aはコハク酸塩とコエンザイムAからスクシニルCoAを合成する反応を触媒し、またdNTPを回収する経路の最終段階でヌクレオシド二リン酸キナーゼ (NDPK)が形成する複合体にも関与している。 
RRM2Bは細胞核で発現する遺伝子であり、リボヌクレオシド二リン酸レダクターゼの2種類あるR2サブユニットのうち片方をコードしている。リボヌクレオシド二リン酸レダクターゼとは、リボヌクレオシド二リン酸を還元してデオキシリボヌクレオシド二リン酸に変換することでDNA複製に必要な前駆体を生成する酵素である。R2サブユニットのうち RRM2B がコードしているものはp53によって誘導され、非増殖性の細胞において正常なDNA修復とミトコンドリアDNA合成を行うために必要である。R2サブユニットのもう1種類は分裂細胞でしか発現しない。
DGUOK遺伝子はミトコンドリアデオキシグアノシンキナーゼ (mitochondrial deoxyguanosine kinase, dGK)をコードしており、この酵素はデオキシリボヌクレオシドをリン酸化することでヌクレオチドを合成する反応を触媒する。
POLG遺伝子はミトコンドリアDNAポリメラーゼの一部である触媒サブユニットpol γAをコードしている。
この他に、チミジンホスホリラーゼ (TyMP)、コハク酸-CoAリガーゼのαサブユニット（SUCLG1）、PEO1/twinkle (C10orf2)の遺伝子変異が病因となる
。

## 診断
mtDNA枯渇症候群では乳児の全身症状に基づいて診断され、その後に診察、検査（一例として乳酸値は一般的に高い値を示す）、医用イメージングを行い、普通は遺伝子検査をすることで最終的に確定、公的に同定される。

## 治療
mtDNA枯渇症候群の治療法は存在しないが、症状のいくつかは対症療法が可能である。致死的でない病型の患者には抗てんかん薬があり、また理学療法が筋肉の症状に有効でありうる。肝臓に症状のある患者では肝臓移植が有効なことがある。

## 予後

### ミオパシー性
TK2が関連するミオパシー性の病型では、筋力の低下が急速に進行して呼吸不全となり、発症から数年で死亡する。最も一般的な死因は肺の感染症である。幼年期後半から青年期まで生存した症例は数件のみである。

### 脳筋型
SUCLA2とRRM2Bが関連する病型では脳の変形が起きる。フェロー諸島（創始者効果のため比較的発症率が高い地域）の12症例を対象にした2007年の研究では、予後が悪く早期に死亡すると示唆されている。2015年の研究ではSUCLA2 変異のある患者50人を対象にしており、この中には16種類の異なるSUCLA2 変異が含まれていた。この研究では数人が成人まで生存、生存期間中央値は20歳であり、予後の個人差が大きいことが示された。ミスセンス突然変異のある患者は生存期間が長いという統計学的に有意 (p = 0.020)な証拠があり、これは変異タンパク質のいくつかは酵素活性を残していることを意味するのかもしれない。
RRM2B変異は乳児で重篤な脳筋型の症例が16件報告されており、新生児もしくは乳児と早期に発症、多臓器で症状がみられ、乳児期に死亡する。

### 肝臓の病型
DGUOK、POLG、MPV17の関与する病型では、肝臓に異常がみられる。DGUOK が関連する病型では、早発性のタイプと希少なタイプの双方で、大半の患者が進行性の肝機能不全を示し、大半は死に至る。多臓器で発症した小児の場合、肝臓移植に延命効果はない。
MPV17の関与する病型では、肝臓で発症した小児では一般的に肝不全に進行し、肝臓移植が唯一の治療法である。発症した小児の約半数は肝臓移植を受けずに進行性肝不全により死亡しており、その内の大半は乳児期もしくは幼年期前半である。なお、肝臓移植を受けずに生存した小児が数例報告されている。

## 研究
Nucleoside bypass therapy（直訳：ヌクレオシド・バイパス治療）はミトコンドリアのデオキシヌクレオチド (dNTP)を正常な値まで回復させることを目的とした実験的治療法である。